# Willem van Gloucester (1689-1700)

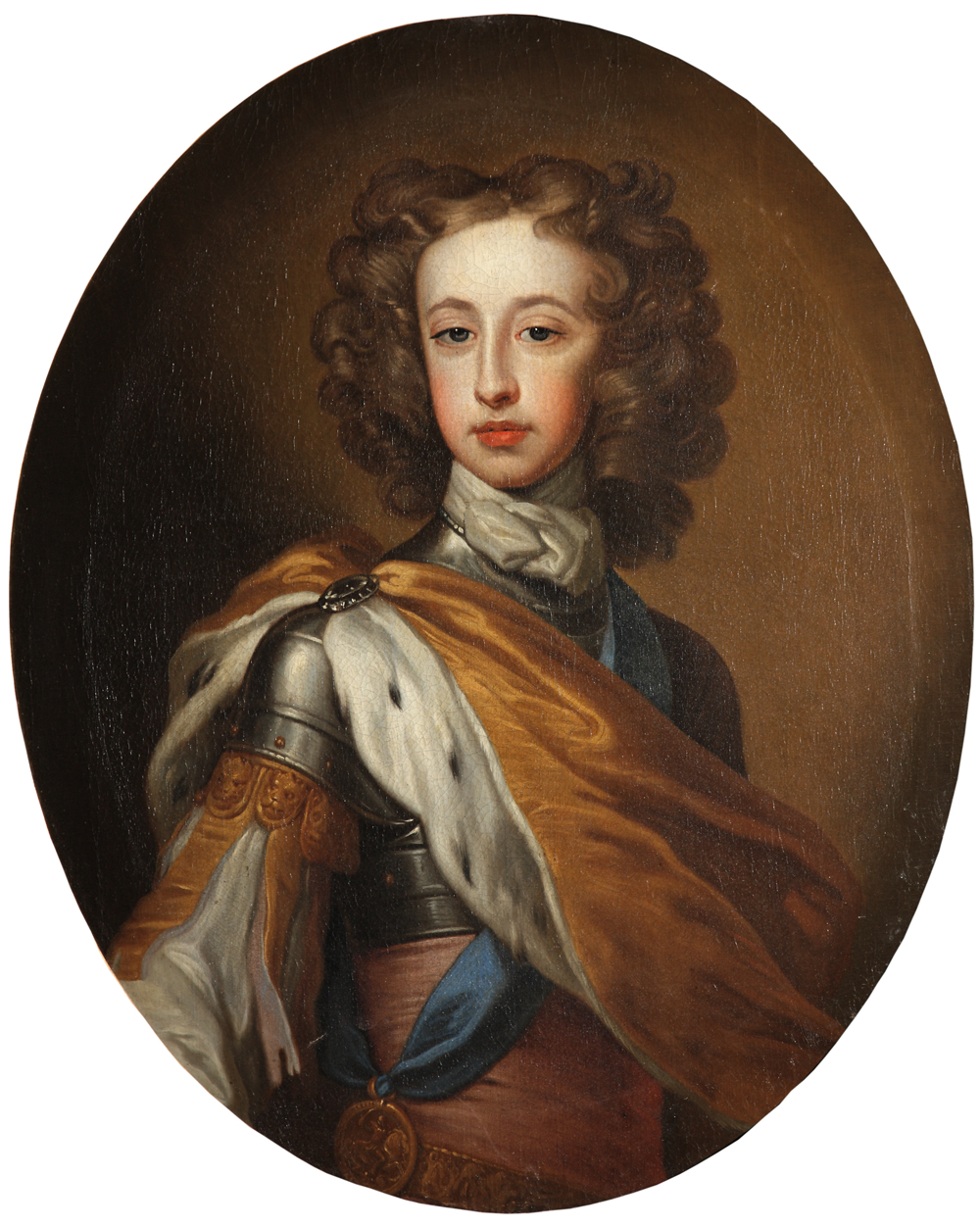
Portret van hertog Willem van Gloucester door Godfrey Kneller, circa 1700.

Willem van Gloucester (Londen, 24 juli 1689 - Windsor, 30 juli 1700) was een Engelse prins uit het huis Stuart.

## Levensloop
Willem van Gloucester werd in Hampton Court Palace geboren als zoon van prinses Anna van Engeland, later de eerste koningin van Groot-Brittannië, uit diens huwelijk met George van Denemarken. Hij was het enige kind van het echtpaar dat zijn eerste levensjaren overleefde en zodus de enige die de troonsopvolging van het huis Stuart kon verzekeren. Willem kende echter een vertraagde ontwikkeling, leed aan epileptische aanvallen en had last van een waterhoofd. 
In juli 1700, twee jaar voor de troonsbestijging van zijn moeder, overleed Willem op elfjarige leeftijd in Windsor Castle aan een infectieziekte, mogelijk de pokken. Zijn lichaam werd bijgezet in de Kapel van Hendrik VII in Westminster Abbey. Zijn dood zette het Parlement van Engeland ertoe aan om de troonsopvolging wettelijk te verankeren, om zo te voorkomen dat Engeland weer een katholieke koning zou krijgen. Dat resulteerde in 1701 in de Act of Settlement.
Bij zijn geboorte kreeg Willem de hoffelijkheidstitel van hertog van Gloucester, die hij door zijn vroege dood nooit officieel kreeg toegewezen. Op 6 januari 1696 werd hij als Knight Companion opgenomen in de Orde van de Kousenband.